# 程克顯
程克显（1557年—1600年），字君谟，號雷陽，直隶徽州府婺源县城西人，明朝政治人物。

## 生平
为秀才时好抵掌天下事，比古之牵裾折牍者，识者许之。領萬曆四年（1576年）丙子科應天鄉薦，二十六年（1598年）戊戌成進士，都察院觀政，公卿咸咨以时务，克显益壮請缨之志。循次当选邑令，辽东巡抚李植見而伟之，特請諸朝，拔授山东济南府推官，奉差辽东屯田，使俾开垦以足軍興，聞命即为上言汉赵充国事以自况，将发，疾作，卒于京邸。克显于星卜堪舆家言无不洞究，居常俭素，遇事敢直，不受属託，士林嘉之。

## 家族
高祖、曾祖皆进士。